# Cathédrale Saint-Jean-le-Théologien de Saint John's
Cette  cathédrale ne doit pas être confondue avec une autre cathédrale d'Antigua-et-Barbuda.
 D’autres cathédrales portent le nom de cathédrale Saint-Jean-le-Théologien.
La cathédrale Saint-Jean-le-Théologien (en anglais : St. John the Divine), parfois juste appelée St. John's Cathedral (soit « cathédrale Saint-Jean » ou « cathédrale de Saint John's »), est une cathédrale anglicane située à Saint John's, à Antigua-et-Barbuda. Elle est le siège du diocèse de la Caraïbe du Nord-Est et d'Aruba.

## Historique
La cathédrale, flanquée de deux imposantes tours jumelles blanches, a été construite en 1845 sur un récif fossilisé à la place de deux anciennes structures détruites respectivement en 1683 et 1745 par des tremblements de terre. Elle a été conçue par l'architecte Thomas Fuller (en) de Bath sur le point le plus élevé de Saint John's. La première pierre a été posée le 9 octobre 1845 par le gouverneur d'Antigua, Charles Augustus FitzRoy, et l'inauguration se fit le 25 juillet 1848. La nouvelle cathédrale peut alors accueillir jusqu'à 2 200 fidèles.
Un habitant de l'île déclara dans ses mémoires que « les planteurs ont appelé la cathédrale Grande Église […] pour souligner le pouvoir anglais »,.
En 2008, un projet de rénovation a été mis en place.

## Architecture et décoration

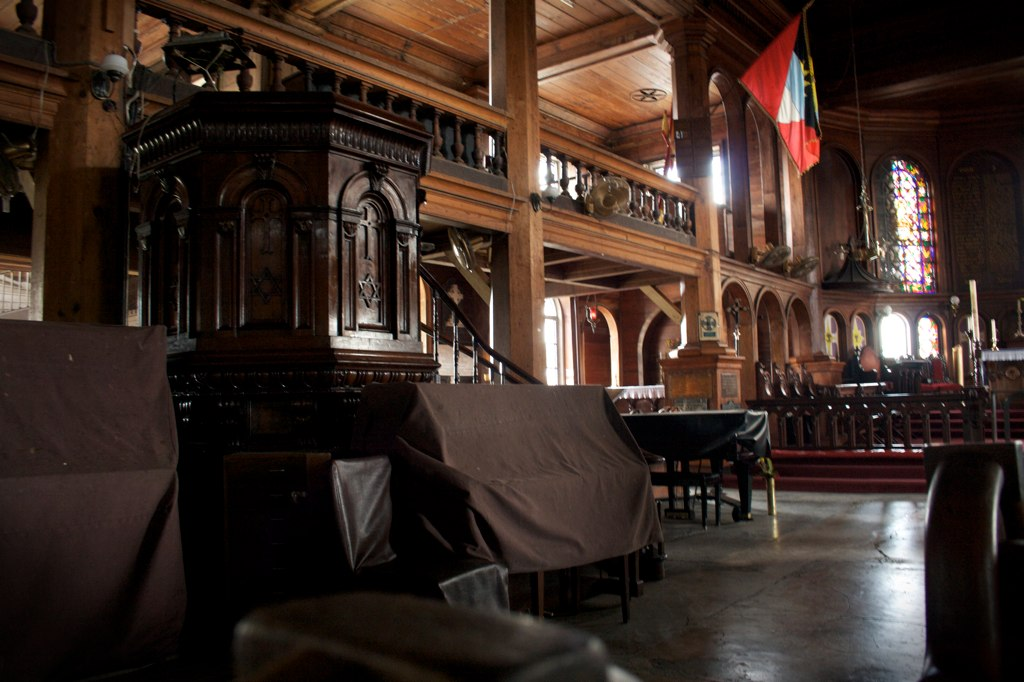
Intérieur de l'église.

Selon la première édition de 1846 du magazine Church of England, la cathédrale mesure 48 mètres de long sur 14 mètres de large, avec un transept de 32 mètres. Le bâtiment, en pierre de taille, contient des vitraux et des meubles en pin noir. Elle possède deux tours hautes de 21 mètres construites dans le style baroque et surmontées de coupoles peintes en couleur aluminium.
La porte en fer sur la face sud de la cathédrale, érigée en 1789, accueille des statues en bronze, représentant des figures bibliques, notamment saint Jean et saint Jean-Baptiste, qui ont été prises par le HMS Temple en 1756 sur un navire français allant à la Martinique pendant la guerre de Sept Ans,,,.